# ISWIM
ISWIM es una notación algorítmica en el estilo de un lenguaje de programación diseñada por Peter J. Landin y descrita por primera vez en su artículo, Los próximos 700 lenguajes de programación, publicado en la revista Communications of the ACM, en 1966.  El nombre del lenguaje es el acrónimo de la frase en inglés "If you See What I Mean".
Si bien nunca fue implementado, su influencia fue decisiva en el desarrollo de la programación funcional y se pueden contar los lenguajes  SASL, Miranda y ML como sus sucesores más directos.